# Sieglinde Lemke
Sieglinde Lemke (* 31. Dezember 1962) ist eine deutsche Amerikanistin.

## Leben
Sie studierte an der Universität Konstanz und der UC Berkeley. 1990 erlangte sie in Konstanz den Magister artium in Geschichte und Anglistik. Ihre Promotion (1995) und Habilitation (2003) folgten an der FU Berlin. Lemke war Assistenzprofessorin am John-F.-Kennedy-Institut der Freien Universität Berlin und Gastprofessorin an der Harvard University, bevor sie ihre Stelle am Englischen Institut der Universität Freiburg antrat. Dort übernahm sie 2005 zunächst eine Vertretungsprofessur und folgte 2006 dem Ruf auf die Professur für Englische Philologie.
Ihre Forschungsinteressen sind Kultur- und Literaturtheorie, Armutsstudien, Modernismus, afroamerikanische Studien, visuelle Kultur und Gender- und Queer Studies.

## Schriften (Auswahl)
- Reconsidering modernism. Cultural hybridity and American art in the early twentieth century. 1994.
- Cultural Studies Bibliography. Berlin 1996.
- Primitivist Modernism: Black Culture and the Origins of Transatlantic Modernism. New York 1998.
- The Vernacular Matters of American Literature. New York 2009.
- Inequality, Poverty, and Precarity in Contemporary American Culture. New York 2016.